# Хупер, Гэри
Гэ́ри Ху́пер (англ. Gary Hooper; род. 26 января 1988, Лафтон, Эссекс) — английский футболист, нападающий клуба «Галф Юнайтед».

## Клубная карьера

### «Грейс Атлетик»
Хупер родился 26 января 1988 года в английском городе Лафтон графства Эссекс.
Профессиональная карьера Гэри началась в 2004 году, когда он подписал свой первый контракт с клубом «Грейс Атлетик». В дебютном сезоне за «синих» Хупер стал игроком основного состава «синих» и своими 12 голами в 29 матчах помог своей команде выиграть турнир Южной Конференции. Следующий футбольный год укрепил позиции нападающего в «Атлетик» — в общей сложности Гэри провёл 41 игру и забил восемь мячей. Его клуб добился права играть в плей-офф за выход в Вторую английскую лигу, однако в полуфинале по сумме двух встреч уступил «Галифакс Таун».

### «Саутенд Юнайтед»
В июле 2006 года Хупер был приглашён на просмотр в клуб «Саутенд Юнайтед». За месяц пробы, который Гэри провёл в рядах «приморских», он сумел доказать главному тренеру команды, Стиву Тилсону, свой профессионализм и 1 августа заключил с «синими» однолетний контракт. 22 августа состоялся дебют Хупера в новом коллективе — нападающий вышел на замену вместо Джеймса Лоусона в поединке Кубка английской лиги против «Борнмута». 24 октября Гэри забил свои первые голы за «Саутенд» — в матче Кубка Лиги два точных удара форварда принесли его команде победу над «Лидс Юнайтед».

### «Лейтон Ориент»
В марте 2007 года Хупер был отдан по арендному соглашению до конца сезона 2006/07 в «Лейтон Ориент». В первых двух матчах за лондонский коллектив форвард забил по мячу в ворота «Олдем Атлетик» и «Сканторп Юнайтед». В начале мая «Саутенд» отозвал Гэри из аренды.

### «Херефорд Юнайтед»
28 января 2008 года Хупер отправился в очередную аренду — новым временным работодателем футболиста стал «Херефорд Юнайтед». Полугодичная ссуда Гэри стала очень успешной — в 19 матчах в составе «быков» форвард забил 11 голов, чем помог «Юнайтед» стать третьим в турнирной таблице Второго английского дивизиона и завоевать путёвку в Первую лигу страны.

### «Сканторп Юнайтед»

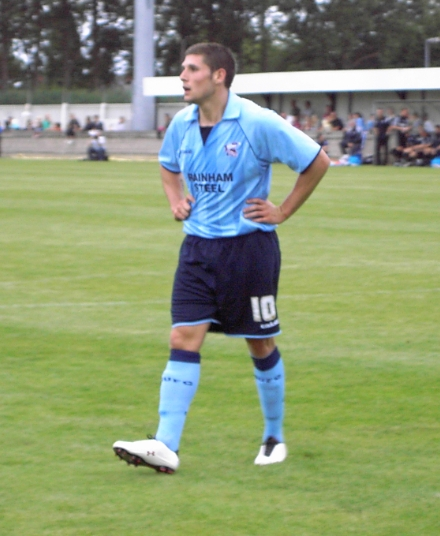
Хупер во время выступлений в клубе «Сканторп Юнайтед»

16 июля 2008 года Хупер перебрался в клуб «Сканторп Юнайтед», подписав с «айронс» 3-летний контракт. Сделка по Гэри обошлась коллективу из Северного Линкольншира в 125 тысяч фунтов стерлингов. 9 августа, в первом же своём матче за «Сканторп» Хупер отметился голом в ворота «Лидс Юнайтед». Менее чем через месяц форвард оформил первый в своей профессиональной карьере «хет-трик», забив трижды во встрече с «Брайтон энд Хоув Альбион». По итогам сезона 2008/09 Хупер стал лучшим бомбардиром «Сканторпа», 30 раз поразив ворота соперников. В следующем футбольном году показатели результативности Гэри снизились, но это обуславливалось травмой мышц паха, из-за который он был вынужден пропустить почти полтора месяца. Тем не менее в активе нападающего на конец сезона значились 20 мячей, включая «хет-трик» в матче против «Бристоль Сити» и четыре «дубля» — в ворота «Дерби Каунти», «Престон Норт Энд», «Уотфорда» и «Донкастер Роверс».

### «Селтик»
26 июля 2010 года права на футболиста за 2,4 миллиона фунтов выкупил шотландский клуб «Селтик», выигравший трансферную борьбу за Гэри у «Лидс Юнайтед» и «Дерби Каунти». За «кельтов» Хупер решил выступать под номером «88» в честь года своего рождения. 4 августа Гэри впервые вышел на поле в официальном матче глазговского клуба. Дебют пришёлся на матч третьего квалификационного раунда Лиги чемпионов против португальской «Браги». Поединок закончился со счётом 2:1 в пользу «Селтика», а Хупер открыл счёт своим голам за «кельтов». 8 августа, в предсезонном матче глазговцев против английского «Блэкберн Роверс» форвард получил травму — разрыв икроножной мышцы. Это повреждение вывело его из строя на шесть недель. На поле Хупер вернулся 22 сентября, выйдя в основном составе на матч Кубка шотландской лиги «Селтик» — «Инвернесс Каледониан Тисл». На 21-й минуте встречи Гэри забил гол, сам поединок закончился разгромом «чертополоховых» — 6:0. В следующих трёх матчах за «Селтик» нападающий отличился четыре раза — 2 октября он поразил ворота «Гамильтон Академикал», 17 октября его «дубль» принёс победу «кельтам» над «Данди Юнайтед», наконец, 24 октября Хупер отличился в дерби «Old Firm» против извечного соперника «бело-зелёных», «Рейнджерс». 6 ноября Гэри оформил свой первый «хет-трик» за глазговцев, забив три мяча в ворота «Абердина». Тем самым он поучаствовал в исторической победе «Селтика» — поединок закончился со счётом 9:0, что стало самым крупным подобным успехом за всю историю шотландской Премьер-лиги. 14 апреля 2011 года форвард был номинирован на звание «Игрока года» по версии коллег-футболистов, однако в голосовании за приз уступил своему одноклубнику Эмилио Исагирре. 26 ноября 2011 года англичанин вновь отличился тремя забитыми мячами в матче шотландской Премьер-лиги — на этот раз «хет-трик» был оформлен в матче с «Сент-Мирреном». 9 декабря Хупер был признан «Игроком месяца шотландской Премьер-лиги» по итогам ноября.

### «Норвич Сити»
В июле 2013 перешёл в «Норвич Сити». Сумма трансфера оценивается приблизительно в 5 млн фунтов. Контракт заключён по схеме «3+1».

## Карьера в сборной
14 марта 2011 года Хупер впервые в своей карьере был призван под знамёна молодёжной сборной Англии на товарищеские матчи против сверстников из Дании и Исландии.

## Достижения

### Командные
«Грейс Атлетик»
- Победитель Южной Конференции: 2004/05
- Обладатель Трофея Футбольной ассоциации (2): 2004/05, 2005/06

«Сканторп Юнайтед»
- Финалист Трофея Футбольной ассоциации: 2008/09

«Селтик»
- Чемпион Шотландии (2): 2011/12, 2012/13
- Обладатель Кубка Шотландии (2): 2010/11, 2012/13

### Личные
- Игрок месяца шотландской Премьер-лиги (2): ноябрь 2011, январь 2013
- Лучший бомбардир шотландской Премьер-лиги: 2011/12

## Клубная статистика
| Клуб                        | Сезон                       | Чемпионат | Чемпионат | Кубок | Кубок | Кубок Лиги | Кубок Лиги | Кубок вызова | Кубок вызова | Плей-офф Лиги | Плей-офф Лиги | Еврокубки | Еврокубки | Итого | Итого |
| Клуб                        | Сезон                       | Игры      | Голы      | Игры  | Голы  | Игры       | Игры       | Голы         | Игры         | Голы          | Голы          | Игры      | Голы      | Игры  | Голы  |
| --------------------------- | --------------------------- | --------- | --------- | ----- | ----- | ---------- | ---------- | ------------ | ------------ | ------------- | ------------- | --------- | --------- | ----- | ----- |
| Грейс Атлетик               | 2004/05                     | 29        | 12        | —     | —     | —          | —          | —            | —            | —             | —             | —         | —         | 29    | 12    |
| Грейс Атлетик               | 2005/06                     | 37        | 8         | 2     | 0     | —          | —          | 1            | 0            | 1             | 0             | —         | —         | 41    | 8     |
| Всего за «Грейс Атлетик»    | Всего за «Грейс Атлетик»    | 66        | 20        | 2     | 0     | 0          | 0          | 1            | 0            | 1             | 0             | 0         | 0         | 70    | 20    |
| Лейтон Ориент               | 2006/07                     | 4         | 2         | —     | —     | —          | —          | —            | —            | —             | —             | —         | —         | 4     | 2     |
| Всего за «Лейтон Ориент»    | Всего за «Лейтон Ориент»    | 4         | 2         | 0     | 0     | 0          | 0          | 0            | 0            | 0             | 0             | 0         | 0         | 4     | 2     |
| Саутенд Юнайтед             | 2006/07                     | 19        | 0         | 1     | 0     | 5          | 2          | —            | —            | —             | —             | —         | —         | 25    | 2     |
| Саутенд Юнайтед             | 2007/08                     | 13        | 2         | 3     | 0     | 2          | 0          | 1            | 0            | —             | —             | —         | —         | 19    | 2     |
| Всего за «Саутенд Юнайтед»  | Всего за «Саутенд Юнайтед»  | 32        | 2         | 4     | 0     | 7          | 2          | 1            | 0            | 0             | 0             | 0         | 0         | 44    | 4     |
| Херефорд Юнайтед            | 2007/08                     | 19        | 11        | —     | —     | —          | —          | —            | —            | —             | —             | —         | —         | 4     | 2     |
| Всего за «Херефорд Юнайтед» | Всего за «Херефорд Юнайтед» | 4         | 2         | 0     | 0     | 0          | 0          | 0            | 0            | 0             | 0             | 0         | 0         | 4     | 2     |
| Сканторп Юнайтед            | 2008/09                     | 45        | 24        | 3     | 4     | 1          | 0          | 5            | 2            | 2             | 0             | —         | —         | 56    | 30    |
| Сканторп Юнайтед            | 2009/10                     | 35        | 19        | 1     | 0     | 3          | 1          | —            | —            | —             | —             | —         | —         | 39    | 20    |
| Всего за «Сканторп Юнайтед» | Всего за «Сканторп Юнайтед» | 80        | 43        | 4     | 4     | 4          | 1          | 5            | 2            | 2             | 0             | 0         | 0         | 95    | 50    |
| Селтик                      | 2010/11                     | 26        | 20        | 5     | 0     | 4          | 1          | —            | —            | —             | —             | 1         | 1         | 36    | 22    |
| Селтик                      | 2011/12                     | 37        | 24        | 3     | 1     | 4          | 2          | —            | —            | —             | —             | 6         | 2         | 50    | 29    |
| Селтик                      | 2012/13                     | 27        | 16        | 3     | 0     | 3          | 6          | —            | —            | —             | —             | 11        | 4         | 44    | 26    |
| Всего за «Селтик»           | Всего за «Селтик»           | 90        | 60        | 11    | 1     | 11         | 9          | 0            | 0            | 0             | 0             | 18        | 7         | 130   | 77    |
| Всего за карьеру            | Всего за карьеру            | 276       | 129       | 21    | 5     | 22         | 12         | 7            | 2            | 3             | 0             | 18        | 7         | 347   | 155   |

(откорректировано по состоянию на 31 марта 2013)